# Список эпизодов сериала «Корона»
В общей сложности в 2016—2023 годах вышли шесть сезонов и 60 эпизодов британско-американского драматического телесериала «Корона».

## Обзор сезонов
| Сезон | Серии | Серии | Даты показа     | Даты показа     |
| ----- | ----- | ----- | --------------- | --------------- |
| 1     | 10    | 10    | 4 ноября 2016   | 4 ноября 2016   |
| 2     | 10    | 10    | 8 декабря 2017  | 8 декабря 2017  |
| 3     | 10    | 10    | 17 ноября 2019  | 17 ноября 2019  |
| 4     | 10    | 10    | 15 ноября 2020  | 15 ноября 2020  |
| 5     | 10    | 10    | 9 ноября 2022   | 9 ноября 2022   |
| 6     | 10    | 4     | 16 ноября 2023  | 16 ноября 2023  |
| 6     | 10    | 6     | 14 декабря 2023 | 14 декабря 2023 |

## Список серий

### Сезон 1 (2016)
| № общий | № в сезоне | Название                               | Режиссёр          | Автор сценария | Дата премьеры |
| --- | ---------- | -------------------------------------- | ----------------- | -------------- | ------------- |
| 1 | 1          | «Вулфертон Сплэш» «Wolferton Splash»   | Стивен Долдри     | Питер Морган   | 4 ноября 2016 |
| В ноябре 1947 года принц Греческий и Датский Филипп отрекается от своих титулов, чтобы жениться на принцессе Елизавете, старшей дочери короля Георга VI и будущей королеве Великобритании. Молодожёны переезжают на Мальту, где Филипп служит на флоте, и у них рождаются сын Чарльз и дочь Анна. В 1951 году супруги возвращаются в Лондон после того, как королю Георгу проводят операцию по удалению лёгкого, поражённого раком. Узнав, что врачи отводят ему лишь несколько месяцев жизни, король просит Филиппа помогать Елизавете с тем, чтобы она стала достойным сувереном. После шести лет правления Лейбористской партии к власти вновь приходит премьер-министр от консерваторов Уинстон Черчилль. |            |                                        |                   |                |               |
| 2 | 2          | «Гайд-Парк-Корнер» «Hyde Park Corner»  | Стивен Долдри     | Питер Морган   | 4 ноября 2016 |
| В 1952 году Елизавета и Филипп отправляются в поездку по странам Содружества вместо короля Георга, которому по-прежнему нездоровится. Пока супруги находятся на сафари в Кении, Георг умирает. Его жена, королева-консорт Елизавета, младшая дочь Маргарет и королева-мать Мария оплакивают его смерть, новость о которой звучит по радио во всем мире. Филипп сообщает печальную весть Елизавете, которая возвращается в Великобританию в качестве королевы и воссоединяется с семьёй. |            |                                        |                   |                |               |
| 3 | 3          | «Виндзор» «Windsor»                    | Филип Мартин      | Питер Морган   | 4 ноября 2016 |
| В феврале 1952 года королевская семья готовится к похоронам короля Георга. Дядя Елизаветы Эдуард, герцог Виндзорский, который с момента своего отречения в 1936 году живёт в Париже с Уоллис Симпсон, прибывает в Соединённое королевство, чем вызывает гнев королевы Марии, недовольной его выбором жены. Елизавета встречается с Черчиллем, чтобы обсудить просьбы Филиппа о том, чтобы королевская семья носила фамилию Маунтбеттен и не переезжала в Букингемский дворец из Кларенс-хауса. Премьер-министр не хочет выполнять эти требования, однако после разговора с дядей Эдуардом Елизавета сама отказывается от своих претензий. Черчилль сообщает Елизавете, что дата её коронации назначена через 16 месяцев, на лето следующего года. Эту новость она расценивает как попытку премьер-министра подольше удержаться во власти, ведь партия консерваторов требует отставки Черчилля с поста главы правительства в пользу более молодого кандидата — министра иностранных дел Энтони Идена. |            |                                        |                   |                |               |
| 4 | 4          | «Стихийное бедствие» «Act of God»      | Джулиан Джаррольд | Питер Морган   | 4 ноября 2016 |
| В декабре 1952 года на Лондон опускается так называемый «великий смог», жертвами которого становятся тысячи горожан. Черчилль называет экологическую катастрофу «актом Божьим». Советники королевы хотят, чтобы она вынудила премьера уйти в отставку. Елизавета изначально колеблется, но затем вызывает Черчилля для частной беседы после того, как на заседании Кабинета министров он попадает под критику оппозиции и отказывается обсуждать смог. Незадолго до встречи с королевой погибает любимая секретарша Черчилля Венеция Скотт, которую в условиях плохой видимости насмерть сбивает двухэтажный автобус. У ворот больницы, где находится тело Венеции, премьер-министр произносит пламенную речь, обещая долгосрочный план для предотвращения в будущем появления смога. Филипп начинает обучаться на пилота у полковника Королевских ВВС Питера Таунсенда, возлюбленного принцессы Маргарет. |            |                                        |                   |                |               |
| 5 | 5          | «Пыль в глаза» «Smoke and Mirrors»     | Филип Мартин      | Питер Морган   | 4 ноября 2016 |
| После смерти королевы Марии в марте 1953 года герцог Виндзорский Эдуард ссорится с частным секретарём Елизаветы Томми Ласеллсом, который настоятельно просит его не присутствовать на коронации Елизаветы и заявляет, что Уоллис Симпсон не получит приглашение на церемонию. Елизавета поручает Филиппу подготовку коронации, однако вскоре сожалеет о своём решении, когда супруг заявляет, что не намерен в соответствии с официальным протоколом преклонять перед ней колено, а также настаивает на телетрансляции мероприятия. 2 июня проходит коронация Елизаветы в Вестминстерском аббатстве. Эдуард и Уоллис смотрят её по телевизору на своей вилле в Париже и злобно издеваются над новой королевой. |            |                                        |                   |                |               |
| 6 | 6          | «Гелигнит» «Gelignite»                 | Джулиан Джаррольд | Питер Морган   | 4 ноября 2016 |
| Маргарет и Таунсенд просят у Елизаветы II разрешение на свадьбу. Королева обещает младшей сестре всяческую поддержку, однако Томми Ласеллс и королева-мать выступают категорически против неравного союза. Елизавета узнаёт от Томми, что Акт о королевских браках 1772 года запрещает Маргарет до достижения 25-летия выходить замуж без разрешения монарха, но после наступления данного возраста она может поступать как душе угодно. Елизавета и Филипп берут Таунсенда в поездку по Северной Ирландии, где он пользуется огромным вниманием репортёров из-за недавней газетной публикацией о его романе с Маргарет. В результате королевская семья принимает решение незамедлительно отправить Таунсенда в Брюссель на должность военного атташе посольства Великобритании, нарушив ранее данное обещание позволить ему провести некоторое время с принцессой Маргарет после её возвращения из поездке по Африке. Узнав новость, Маргарет в ярости звонит Елизавете и обвиняет старшую сестру в предательстве. |            |                                        |                   |                |               |
| 7 | 7          | «Знание — сила» «Scienta Potentia Est» | Бенджамин Карон   | Питер Морган   | 4 ноября 2016 |
| В августе 1953 года Черчилль организует в Лондоне саммит с участием президента США Дуайта Д. Эйзенхауэра для обсуждения испытания первой водородной бомбы, проведённого Советским Союзом. В самый последний момент с премьер-министром случается инсульт, который серьёзно влияет на его способность управлять страной. Однако Черчилль заставляет лорда Солсбери сохранять в тайне от всех информацию о своём недуге. Между тем Елизавета размышляет о том, кого назначить своим личным секретарём вместо уходящего в отставку Ласеллса — старшего заместителя Майкла Адина, как это полагается по протоколу, или же своего кандидата Мартина Чартериса. Она также привлекает частного репетитора, чтобы улучшить свои знания в области науки и других вопросов. Это помогает ей обрести мужество и уверенность в своих силах, после чего она устраивает разнос Черчиллю и Солсбери, обвинив их во лжи. |            |                                        |                   |                |               |
| 8 | 8          | «Гордость и радость» «Pride & Joy»     | Филип Мартин      | Питер Морган   | 4 ноября 2016 |
| Елизавета и Филипп отправляются в изнуряющее путешествие по странам Содружества. Принцесса Маргарет берёт на себя церемониальные обязанности, в то время как королева-мать отправляется в Шотландию, чтобы обдумать свой новый статус и купить замок Мэй. Филипп расстроен тем, что Елизавета во время турне использует его в качестве циркового медведя. Ссору супругов снимают фотографы. Елизавете удаётся убедить журналистов отдать плёнку, однако она не в состоянии решить разногласия с мужем и понимает, что должна ради публики сохранять видимость стабильных отношений. После возвращения в Лондон Елизавета отчитывает Маргарет за своевольство и объявляет, что она больше не будет выполнять королевские обязанности. |            |                                        |                   |                |               |
| 9 | 9          | «Убийцы» «Assassins»                   | Бенджамин Карон   | Питер Морган   | 4 ноября 2016 |
| Филипп начинает проводить всё больше времени вне дома, развлекаясь с приятелями. Елизавета сближается со своим другом и менеджером по скачкам лордом «Порчи» Порчестером. Напряжённость между супругами нарастает, когда Елизавета организует для Порчи прямую телефонную линию, чтобы тот мог беспрепятственно звонить ей в Букингемский дворец. Однако королева признаётся Филиппу, что, ко всеобщему разочарованию и огорчению, он — единственный мужчина, которого она когда-либо любила. Во время ужина в честь 80-летия Черчилля Филипп беззвучно шепчет ей «Прости». Тем временем художник Грэм Сазерленд рисует портрет Черчилля в качестве подарка ему на день рождения от парламента. Однако премьер-министру приходится не по вкусу реалистичность изображения. После ожесточённой перепалки с Сазерлендом он вынужден признать, что тяжело переносит старость и немощность. Черчилль заявляет Елизавете о готовности подать в отставку с поста правительства. Впоследствии портрет сжигают по просьбе жены Черчилля Клементины. |            |                                        |                   |                |               |
| 10 | 10         | «Глориана» «Gloriana»                  | Филип Мартин      | Питер Морган   | 4 ноября 2016 |
| В 1955 году Елизавета с потрясением узнаёт, что Маргарет, которой исполнилось 25 лет, всё-таки не может выйти замуж за Питера Таунсенда, как её ранее убедили советники и как она обещала сестре. Против брака категорически выступает члены королевской семьи, Англиканская церковь и правительство. Поэтому Елизавета запрещает Маргарет выходить за Питера, который вынужден покинуть Лондон и вернуться на работу в Брюссель в качестве военного атташе. Королева-мать обращает внимание на то, как Филипп командует своим сыном Чарльзом, тем самым компенсируя необходимость жить в тени своей супруги. С подачи Томми Ласеллса Елизавета просит Филиппа принять участие в открытии Летних Олимпийских игр в Мельбурне, чтобы тот мог показать себя самостоятельной фигурой. В повестку дня Филиппа добавляется также пятимесячное турне на борту королевской яхты Britannia. Елизавета убеждена, что супруг должен быть благодарным за то, что все окружающие помогают ему жить полноценной жизнью. Энтони Иден заменяет Черчилля на посту премьер-министра Великобритании и сразу же оказывается в центре громкого скандала с участием президента Египта Гамаля Абделя Насера: надвигается Суэцкий кризис. |            |                                        |                   |                |               |

### Сезон 2 (2017)
| № общий | № в сезоне | Название                                     | Режиссёр        | Автор сценария              | Дата премьеры  |
| --- | ---------- | -------------------------------------------- | --------------- | --------------------------- | -------------- |
| 11 | 1          | «Несчастный случай» «Misadventure»           | Филип Мартин    | Питер Морган                | 8 декабря 2017 |
| В феврале 1957 года Елизавета и Филипп, находясь на борту яхты Britannia в порту Лиссабона, обсуждают то, как им сохранить разваливающийся брак. Оба понимают, что развод для них — не вариант. Пятью месяцами ранее, когда Филипп готовится отправиться в королевское турне, Елизавета находит в его портфеле фотографию русской балерины Галины Улановой и приходит к убеждению, что у супруга роман на стороне. Президент Египта Гамаль Абдель Насер осуществляет захват Суэцкого канала, принадлежащего Франции и Великобритании. Премьер-министр Великобритании Энтони Иден на заседании правительства заявляет о необходимости военного вмешательства в ответ на действия Насера. О плане Идена начать войну становится известно дяде Филиппа Луису Маунтбеттену, который сообщает новости Елизавете. После встречи королева идёт смотреть балет «Жизель» с участием Улановой. Израильская армия вторгается на территорию Египта. Иден с неохотой признаётся Елизавете, что это нападение является частью тайного соглашения, заключённого правительствами Франции, Соединённого Королевства и Израиля с тем, чтобы вернуть контроль над Суэцким каналом и свергнуть президента Насера. Елизавета вынуждена поддержать премьера и позволить британской армии воевать в Египте. |            |                                              |                 |                             |                |
| 12 | 2          | «Компания мужчин» «The Company of Men»       | Филип Мартин    | Питер Морган                | 8 декабря 2017 |
| В декабре 1956 года Иден под влиянием международного политического давления вынужден вывести британские войска из Египта. Сам он по рекомендации врача отправляется в отпуск на Ямайку. Филипп продолжает королевский тур. Он соглашается дать интервью для газеты, однако прерывает беседу, когда журналистка начинает расспрашивать о тёмном прошлом его семьи. После спасения моряка, потерпевшего кораблекрушение, Филипп проводит время на острове в компании туземцев. На Рождество Филипп выступает с обращением по радио, в ответной речи Елизавета отмечает, как сильно семья ждёт его возвращения. Айлин Паркер, жена личного секретаря Филиппа Майкла, подаёт на развод, убедившись, что муж изменяет ей. Личный секретарь Елизаветы Майкл Адин и его помощник Мартин Чартерис обеспокоены тем, что заявление о разводе может заставить прессу заподозрить в измене Филиппа и разрушить репутацию королевского брака. |            |                                              |                 |                             |                |
| 13 | 3          | «Лиссабон» «Lisbon»                          | Филип Мартин    | Питер Морган                | 8 декабря 2017 |
| Иден возвращается с Ямайки и узнаёт, что утратил доверие правительства и Консервативной партии, которые обвиняют его в последствиях Суэцкого кризиса. Он сообщает Елизавете, что уходит в отставку по состоянию здоровья. Пост премьер-министра занимает Гарольд Макмиллан. Адин просит ушедшего в отставку Ласеллса заставить Айлин передумать по поводу развода, но та непреклонна. Елизавета, Филипп и Паркер узнают о намерениях Айлин. Елизавета пытается уговорить Айлин отложить публичное заявление о расставании с мужем, но та отказывается сделать одолжение. Информация о разводе становится общедоступной, после чего Филипп вынужден уволить Паркера. После окончания турне Филипп и Елизавета укрываются от внимания публики на борту «Britannia» в Лиссабоне, где Филипп выражает своё крайнее недовольство тем, что он вечно находится на вторых ролях, а его 8-летний сын превосходит его по титулу. 22 февраля 1957 года Филипп получает титул принца и теперь официально именуется «Его Королевское Высочество принц Филипп, герцог Эдинбургский». |            |                                              |                 |                             |                |
| 14 | 4          | «Берилл» «Beryl»                             | Бенджамин Карон | Эми Дженкинс и Питер Морган | 8 декабря 2017 |
| Незадолго до дня рождения Маргарет принимает предложение о браке со своим другом Билли Уоллесом. Однако она передумывает выходить замуж, когда обнаруживает будущего жениха пьяным и отходящим от ранения на дуэли в день объявления о помолвке, которое должно было состояться во время торжественного празднования десятилетней годовщины свадьбы Елизаветы и Филиппа. На одной из вечеринок Маргарет знакомится с фотографом Энтони Армстронг-Джонсом и увлекается им. Позднее он приглашает её в свою студию на фотосессию. Устав от традиционных фотографий на день рождения, Маргарет отдаёт в газету «The Times» свой снимок в полуобнажённом виде. Эта публикация шокирует Елизавету и королевскую семью. Жена Макмиллана Дороти обещает мужу закончить свою давнюю интрижку на стороне, но премьер-министр подслушивает её разговор с любовником по телефону. |            |                                              |                 |                             |                |
| 15 | 5          | «Марионетки» «Marionettes»                   | Филиппа Лоуторп | Питер Морган                | 8 декабря 2017 |
| В Великобритании разгорается конституционный кризис после того, как редактор журнала лорд Олтринчем публикует статью с резкой критикой в адрес Елизаветы и монархии в целом. Этот материал появляется после того, как Олтринчем слышит по радио выступление королевы перед работниками автозавода «Jaguar» и неуместную речь, написанную её помощниками и придворными. Изначально газеты и общественность не поддерживают лорда, однако они изменяют своё мнение, когда он появляется на телеканале ITV и заявляет, что монархия должна учитывать реалии, в которых оказалось британское общество после Второй мировой войны и Суэцкого кризиса. Макмиллан напоминает Елизавете о том, что монархий в мире становится всё меньше: они превращаются в республики. Королева тайно встречается с Олтринчемом. Впоследствии она пользуется двумя рекомендациями лорда — организует телетрансляцию Рождественской речи и отменяет Бал дебютанток. Королева-мать в разговоре с Елизаветой выражает своё крайнее недовольство тем, что монархия постепенно утрачивает свой авторитет. |            |                                              |                 |                             |                |
| 16 | 6          | «Прошлое» «Vergangenheit»                    | Филиппа Лоуторп | Питер Морган                | 8 декабря 2017 |
| В 1945 году в Германии немецкий офицер приводит американских солдат к закопанному в лесу ящику с секретными дипломатическими документами, которые доставляют в замок Марбург. О содержании бумаг проинформирован премьер-министр Великобритании Уинстон Черчилль, который сообщает о них королю Георгу VI и его супруге. Черчиллю приказывают любой ценой не допустить публикации документов, которые могут нанести непоправимый ущерб королевской семье. — В 1958 году, незадолго до встречи с американским религиозным деятелем, пастором баптистской церкви Билли Грэмом, Елизавета получает письмо от своего дяди Эдуарда, герцога Виндзорского, с просьбой разрешить ему вернуться в Великобританию якобы для написания книги. Она одобряет его прошение, Эдуард возвращается на родину и с помощью своих друзей и союзников начинает поиск для себя высоких должностей. Группа историков, занимавшихся изучением документов о Второй мировой войне, настаивает на публикации секретных документов, получивших название «Марбургские файлы». Макмиллан информирует Елизавету о сложившейся ситуации. Он и королева-мать объясняют, что бумаги содержат переписку Эдуарда с верховным нацистским командованием. После разговора с дядей, который проходит вопреки запланированному сценарию, Елизавета отправляется за советом к Томми Ласеллсу. Тот рассказывает, что связи Эдуарда с нацистами были очень тесными, и он даже настаивал на бомбардировках Великобритании, чтобы заставить её искать мира с Германией. Королева повторно встречается с преподобным Грэмом и просит о духовной помощи. Она решает выслать Эдуарда из страны и разрешает публикацию Марбургских файлов, в том числе многочисленных фотографий Эдуарда с нацистами, включая Гитлера.      |            |                                              |                 |                             |                |
| 17 | 7          | «Брачные узы» «Matrimonium»                  | Бенджамин Карон | Питер Морган                | 8 декабря 2017 |
| В августе 1959 года принцесса Маргарет получает письмо из Брюсселя от Питера Таунсенда, который сообщает, что обручился с 19-летней девушкой. В качестве ответной меры Маргарет вынуждает Тони Армстронга-Джонса сделать ей предложение о браке. Однако поскольку Елизавета беременна, предписания королевского протокола запрещают до рождения ребёнка монарха делать другие семейные заявления, в том числе и о помолвке Маргарет. Эдин и Ласеллс сообщают Елизавете, что Тони состоит в сексуальных отношениях с несколькими другими женщинами, а также спит со своим лучшим другом Джереми Фраем и его женой, которая, возможно, беременна от Армстронга-Джонса. 19 февраля 1960 года у Елизаветы появляется на свет сын Эндрю. Она решает не говорить Маргарет о бурной личной жизни её жениха. Три месяца спустя, 6 мая 1960 года, Маргарет и Армстронг-Джонс устраивают пышную свадьбу в Вестминстерском аббатстве. |            |                                              |                 |                             |                |
| 18 | 8          | «Дорогая миссис Кеннеди» «Dear Mrs. Kennedy» | Стивен Долдри   | Питер Морган                | 8 декабря 2017 |
| В июне 1961 года Елизавета приглашает нового президента США Джона Ф. Кеннеди и его жену Джеки на званый ужин и проводит для первой леди экскурсию по Букингемскому дворцу. Королеве кажется, что она нашла общий язык с миссис Кеннеди, однако затем она узнаёт, что Джеки крайне нелестно отозвалась о дворце и о самой королеве. Елизавета отправляется в Гану, чтобы встретиться с президентом Кваме Нкрума, собирающегося строить социалистическую Африку и поддерживающего тесные связи с Советским Союзом. Королева убеждает Нкрума прервать все отношения с СССР и возобновить сотрудничество с Западом в обмен на согласие станцевать с ним фокстрот. Вскоре Джеки неожиданно прибывает в Великобританию и навещает Елизавету в Виндзорском замке, где извиняется за свои оскорбительные комментарии и объясняет, что во время визита в Лондон находилась под влиянием «стимуляторов». Два года спустя, после просмотра новостей об убийстве президента Кеннеди, Елизавета объявляет недельный траур в Великобритании и пишет Джеки письмо с выражением сочувствия. |            |                                              |                 |                             |                |
| 19 | 9          | «Отец семейства» «Paterfamilias»             | Стивен Долдри   | Том Эдж и Питер Морган      | 8 декабря 2017 |
| В мае 1962 года королева Елизавета и Луис Маунтбеттен готовят Чарльза к поступлению в Итонский колледж, однако Филипп настаивает на том, чтобы сын обучался в школе Гордонстоун в Шотландии, где ранее учился сам Филипп. Филипп лично сопровождает Чарльза в Шотландию и вспоминает время, проведённое в этой школе, где он был объектом травли. Ученики постоянно оскорбляли его, вспоминая о его сёстрах-нацистках и сошедшей с ума матери, помещённой в психушку. Филипп был наказан за драку с другим студентом и был вынужден строить главные ворота школы во время зимних каникул. Он вспоминает смерть своей любимой старшей сестры Сесилии и её семьи в авиакатастрофе, произошедшей в ноябре 1937 года. На поминках мать Филиппа не узнаёт сына, а его отец, принц Андрей, обвиняет его в гибели сестры. Чарльз участвует в ежегодном кроссе Гордонстоуна по пересечённой местности, но в самом начале сходит с дистанции. Во время полёта из Гордонстоуна в Лондон Филипп называет Чарльза «слабаком». Чарльз проучился в Гордонстоуне ещё пять лет. Позже он описывал своё пребывание в той школе как «тюремный срок» и «кромешный ад». Когда он сам становится отцом, то отправляет сыновей в Итонский колледж. |            |                                              |                 |                             |                |
| 20 | 10         | «Таинственный человек» «Mystery Man»         | Бенджамин Карон | Питер Морган                | 8 декабря 2017 |
| В апреле 1963 года в правительстве Великобритании разгорается политический скандал после того, как становится известно о связи военного министра Джона Профьюмо и модели Кристин Килер. Как выясняется, Килер также состоит в близких отношениях с советским шпионом — капитаном Евгением Ивановым, помощником военно-морского атташе посольства СССР в Лондоне. Кристин допрашивают по поводу фотографии «таинственного мужчины» на вечеринке, устроенной лондонским остеопатом Стивеном Уордом, которого полиция обвиняет в сводничестве и безнравственном поведении. После публикации снимка в СМИ начинаются спекуляции по поводу личности незнакомца. Полиция считает, что на фото запечатлён Профьюмо, а Маргарет и Тони подозревают, что таинственный мужчина похож на Филиппа. Спустя некоторое время Уорд совершает самоубийство. Среди его вещей полиция находит нарисованный Уордом портрет Филиппа. В свете последних событий Макмиллан решает подать в отставку по состоянию здоровья. В качестве своего преемника на посту премьер-министра он советует Елизавете назначить Алека Дуглас-Хьюма. В загородном поместье в Шотландии Елизавета расспрашивает Филиппа по поводу его отношений с Уордом, однако Филипп утверждает, что посещал остеопата лишь несколько раз в связи с больной шеей. Он категорически отрицает участие в вечеринках Уорда и настаивает, что не является тем самым загадочным мужчиной с фотографии. Елизавета также демонстрирует супругу фотографию Галины Улановой, которую ранее обнаружила в его чемодане, и Филипп погружается в молчание, не зная, что сказать по этому поводу. После долгой паузы он заверяет Елизавету в своей любви и поддержке. 10 марта 1964 года у Елизаветы рождается четвёртый ребёнок — сын Эдвард. |            |                                              |                 |                             |                |

### Сезон 3 (2019)
| № общий | № в сезоне | Название                              | Режиссёр        | Автор сценария              | Дата премьеры  |
| --- | ---------- | ------------------------------------- | --------------- | --------------------------- | -------------- |
| 21 | 1          | «Олдинг» «Olding»                     | Бенджамин Карон | Питер Морган                | 17 ноября 2019 |
| В 1964 году, когда Британия приветствует нового премьер-министра — лейбориста Гарольда Вильсон, Елизавета узнаёт о распространённых в высшем обществе слухах, согласно которым Вильсон уже давно работает на КГБ под псевдонимом «Олдинг». Сначала она считает эту информацию сплетнями, но позже её подозрения подогревает умирающий Уинстон Черчилль, который заявляет о своём подозрительном отношении к Вильсону ещё в начале 1950-х годов. В январе следующего года умирает Черчилль и во время его похорон раскрывается настоящий советский шпион, которым оказывается руководитель картиной галереи сэр Энтони Блант. По совету правительства, Елизавета вынуждена сохранить правду в секрете из-за боязни британских министров испортить репутацию своих спецслужб на международной арене |            |                                       |                 |                             |                |
| 22 | 2          | «Маргаретология» «Margaretology»      | Бенджамин Карон | Питер Морган                | 17 ноября 2019 |
| В ноябре 1965 года Маргарет и Тони отправляются в тур по Соединённым Штатам Америки, в завершение которого планируется презентация книги Тони в Нью-Йорк. В это же время Вильсон докладывает Елизавете о том, что стране нужна финансовая помощь от американского президента Линдона Джонсона. Но Джонсон не настроен на оказание помощи Соединённому Королевству из-за отсутствия поддержки со стороны Вильсона участия США во Вьетнамской войне. Благодаря визиту Маргарет в Белый дом, американский кредит был получен британской стороной. Но несмотря на огромный успех, Филипп рекомендует Елизавете больше не привлекать сестру к решениям международных проблем. |            |                                       |                 |                             |                |
| 23 | 3          | «Аберфан» «Aberfan»                   | Бенджамин Карон | Питер Морган                | 17 ноября 2019 |
| После катастрофы в Аберфане (октябрь 1966 года), Елизавета медлит с поездкой на место трагедии несмотря на попытки Вильсона убедить её в обратном. В это же время Филипп и Тони посещают Аберфан. Трагические последствия катастрофы вызывают гнев общественности в адрес Национального управления угольной промышленности и Лейбористской правительства. После получения информации о готовящемся критике в её адрес, Елизавета посещает место трагедии в Аберфане. Вернувшись в Лондон, она плачет, слушая в одиночестве запись песни родителей погибших детей во время похорон. |            |                                       |                 |                             |                |
| 24 | 4          | «Баббикинс» «Bubbikins»               | Бенджамин Карон | Питер Морган                | 17 ноября 2019 |
| В 1967 году в Букингемском дворце поселяется мать Филиппа принцесса Алиса Баттенберг, эмигрировавшая из Греции во время произошедшего там военного переворота. В это же время проходят съёмки документального фильма про королевскую семью, целью которого является повышение популярности правящей династии среди населения. Но после выхода фильма на экраны телевизоров, в его адрес звучит массовая критика. По инициативе Филиппа во дворец приглашается журналист газеты «The Guardian» Джон Армстронг, который должен взять интервью у его дочери принцессы Анны. Но вместо этого он берёт интервью у Алисы, которое публикуется во всех газетах и вызывает положительную реакцию общественности. На фоне этих событий происходит примирение Алисы и Филиппа, не видевшихся долгие годы.   |            |                                       |                 |                             |                |
| 25 | 5          | «Переворот» «Coup»                    | Кристиан Швохов | Питер Морган                | 17 ноября 2019 |
| В 1967—1968 гг. Елизавета и её друг лорд Порчи отправляются во Францию, чтобы ознакомиться с местным опытом по разведению скаковых лошадей. В это же время правительство Вильсон девальвирует фунт стерлингов, что вызывает недовольство со стороны консервативных членов британской элиты. Они предлагают лорду Маунтбеттену совершить военный переворот с целью свержения правительства. Маунтбеттен после долгих раздумий соглашается на этот план при условии поддержки со стороны королевской семьи. Но Вильсон узнаёт о готовящихся планах и докладывает о своих подозрениях Елизавете, которая возвращается в Лондон. |            |                                       |                 |                             |                |
| 26 | 6          | «Принц Уэльский» «Tywysog Cymru»      | Кристиан Швохов | Джеймс Грэм и Питер Морган  | 17 ноября 2019 |
| По совету Вильсона Елизавета решает забрать принца Чарльза из Кембриджского университета и отправить его на три месяца в Уэльс с целью изучения валлийского языка для инвеституры в качестве принца Уэльского. Там он сближается со своим преподавателем по валлийскому языку Эдвардом Миллвардом, являющимся валлийским националистов и республиканцем. На своей инвеституре Чарльз произносит на валлийском языке речь, выражающую фактическую поддержку культурно-политической автономии Уэльса. Это вызывает гнев Елизаветы, заявившей сыну о том, что он не должен выражать своё мнение на публике и быть всегда беспристрастным. |            |                                       |                 |                             |                |
| 27 | 7          | «Лунная пыль» «Moondust»              | Джессика Хоббс  | Питер Морган                | 17 ноября 2019 |
| Во время высадки американских астронавтов на Луну принц Филипп испытывает кризис среднего возраста и недовольство своими достижениями в жизни. Когда астронавты посещают Букингемский дворец, он ведёт с ними личную беседу. Но в итоге он разочаровывается их слишком примитивными, по его мнению, ответами. В это же время в Виндзоре появляется новый духовный руководитель Робин Вудс, который открывает «религиозную академию для личного и духовного роста». Во многом академия приводит к тому, что Филипп преодолевает кризис среднего возраста и вновь находит своё место в жизни. |            |                                       |                 |                             |                |
| 28 | 8          | «Между небом и землей» «Dangling Man» | Сэм Донован     | Дэвид Хэнкон и Питер Морган | 17 ноября 2019 |
| Сюжет разворачивается вокруг любовных нитей, связывающих Камиллу Шанд с принцем Чарльзом и Эндрю Паркер-Боулзом, а также самого Эндрю — с принцессой Анной. На этом фоне в мае 1972 года происходит последняя встреча Елизаветы II и умирающего герцога Виндзорского (бывшего короля Эдуарда VIII), в ходе которой они прощают друг друга. Чуть ранее этих событий на парламентских выборах 1970 года победу одерживает консерваторы во главе с Эдвардом Хитом. |            |                                       |                 |                             |                |
| 29 | 9          | «Путаница» «Imbroglio»                | Сэм Донован     | Питер Морган                | 17 ноября 2019 |
| Сюжет серии разворачивается на фоне национальной забастовки шахтёров и сговора королевы-матери с лордом Маутбеттеном против брака Чарльза с Камиллой. В результате Камилла выходит замуж за Эндрю Паркер-Боулз. |            |                                       |                 |                             |                |
| 30 | 10         | «Крик сердца» «Cri de Coeur»          | Джессика Хоббс  | Питер Морган                | 17 ноября 2019 |
| Брак Маргарет и Тони трещит по швам. Она знакомится с Родди Ллевеллином и начинает с ним романтические отношения, которые в результате попадают на первые страницы прессы. После этого Маргарет предпринимает неудачную попытку покончить с собой и принимает решение о разводе с Тони. Личная драма разворачивается на фоне возвращения Вильсона к власти и его окончательной отставке с поста премьер-министра. В 1977 году вся страна празднует Серебряный юбилей правления Елизаветы II, знаменующий 25-летие её пребывания на престоле. |            |                                       |                 |                             |                |

### Сезон 4 (2020)
| № общий | № в сезоне | Название                                          | Режиссёр          | Автор сценария                    | Дата премьеры  |
| --- | ---------- | ------------------------------------------------- | ----------------- | --------------------------------- | -------------- |
| 31 | 1          | «Золотой жезл» «Gold Stick»                       | Бенджамин Карон   | Питер Морган                      | 15 ноября 2020 |
| Чарльз знакомится с леди Дианой Спенсер, когда собирается на свидание с её старшей сестрой Сарой. Консервативная партия Великобритании одерживает победу на всеобщих выборах 1979 года, и Маргарет Тэтчер становится первой женщиной, занявшей пост премьер-министра страны. Елизавета удивляется, когда Тэтчер во время их первой аудиенции заявляет, что женщинам не место в политике, поскольку они слишком подвержены эмоциям. Чарльзу, который отдыхает с друзьями в Исландии, звонит лорд Маунтбеттен, который критикует его продолжающийся роман с Камиллой. Позже королевская семья узнает, что Маунтбеттен и ещё три человека погибли в результате взрыва бомбы, заложенной в его катер. Ирландская республиканская партия берёт на себя ответственность за нападение, и Тэтчер обещает королеве объявить войну ИРА и вести её до победного конца. Чарльз получает письмо, написанное Маунтбеттеном в день его смерти, в котором тот настоятельно просит принца Уэльского найти подходящую жену. Вновь увидев Диану на состязаниях по конкуру, Чарльз просит у Сары разрешения начать встречаться с нею. |            |                                                   |                   |                                   |                |
| 32 | 2          | «Испытание Балморала» «The Balmoral Test»         | Пол Уиттингтон    | Питер Морган                      | 15 ноября 2020 |
| Тэтчер продвигает проект значительного сокращения расходов своего первого государственного бюджета и сталкивается с яростным сопротивлением со стороны некоторых членов Кабинета министров. Тэтчер проводит выходные с королевской семьей в замке Балморал, будучи предупреждена о «проверке Балморалом». Тэтчеры не ладят с хозяевами и уезжают пораньше под предлогом государственных забот. Чарльз продолжает доверяться Камилле, она призывает его заняться Дианой. Диана приглашена в Балморал. Она проходит «проверку» и производит впечатление на королевскую семью, заметив на охоте оленя. Семья заставляет Чарльза задуматься о женитьбе на Диане, несмотря на его отговорки. Тэтчер формирует новый состав кабинета, увольняя оппонентов. |            |                                                   |                   |                                   |                |
| 33 | 3          | «Сказка» «Fairytale»                              | Бенджамин Карон   | Питер Морган                      | 15 ноября 2020 |
| Чарльз делает предложение Диане, и она отвечает согласием. Диана переезжает из своей лондонской съёмной квартиры во дворец на фоне шумихи в средствах массовой информации. Она обучается дворцовым премудростях с помощью своей строгой бабушки. У Дианы начинаются расстройства пищевого поведения из-за переживаемого стресса. Пока Чарльз находится за границей, она встречается с Камиллой за обедом и понимает, что едва знает Чарльза, в то время как Камилла знаёт о нем всё. Расстроенная Диана думает об отмене брака. Тем временем Чарльз возвращается из поездки и наносит визит Камилле перед возвращением домой; он рассказывает Диане, что навещал её, чтобы покончить с их отношениями. Маргарет заявляет королеве и Филиппу, что Чарльз всё ещё любит Камиллу, и что брак будет ошибкой, но Филипп отвечает, что Чарльз повзрослеет и полюбит Диану. Королева велит Чарльзу сосредоточиться на своём долге и обещает счастье в дальнейшей жизни. Свадьба проходит в атмосфере всеобщего праздника. |            |                                                   |                   |                                   |                |
| 34 | 4          | «Любимчики» «Favourites»                          | Пол Уиттингтон    | Питер Морган                      | 15 ноября 2020 |
| Тэтчер начинает плакать во время аудиенции с Елизаветой и признаётся, что её сын Марк пропал без вести во время участия в ралли Париж-Дакар. Филипп и Елизавета обсуждают любимых детей; Филипп говорит, что предпочитает Анну, но не говорит, кто, по его мнению, является любимчиком Елизаветы. Елизавета просит своего секретаря организовать ей встречу с каждым из её детей по отдельности, а также рассказать ей подробности об их симпатиях и антипатиях. Каждый из детей выражает недовольство своей жизнью и рассказывает информацию, которую Елизавета не знала. Аргентина вторгается на Фолклендские острова, и Тэтчер требует принятия мер для противостояния захватчикам. Марка Тэтчера находят в Алжире. Диана беременна, её отношения с Чарльзом серьёзно ухудшились. Чарльз признаётся Елизавете, что всё ещё находится в постоянном контакте с Камиллой. Елизавета делится с Филиппом своей обеспокоенностью по поводу судьбы детей. |            |                                                   |                   |                                   |                |
| 35 | 5          | «Фейган» «Fagan»                                  | Пол Уиттингтон    | Джонатан Д. Уилсон и Питер Морган | 15 ноября 2020 |
| Тэтчер сообщает королеве о возвращении Фолклендов под контроль Великобритании. Тем временем в стране растет безработица, и Майкл Фейган приходит к депутату парламента, чтобы пожаловаться на сложные экономические обстоятельства и подвергнуть критике выделение миллиардов фунтов на войну. Депутат с сарказмом предлагает ему высказать свои соображения королеве. Жизнь Фейгана в обшарпанной квартире, расположенной в муниципальной многоэтажке, резко контрастирует с жизнью королевы в просторном и роскошном дворце. Однажды вечером Фейган перелезает через ограду дворца. Его замечает служанка, но ему удаётся сбежать. После того, как социальная служба отказывает Фейгану в общении с детьми, он снова проникает во дворец и обнаруживает в спальне королеву. Фейган разговаривает с Елизаветой и просит её спасти страну от премьер-министра. Тэтчер и королева обсуждают свои различные взгляды на общество, после чего премьер-министр уезжает на парад в честь победы на Фолклендских островах. |            |                                                   |                   |                                   |                |
| 36 | 6          | «Ничейная земля» «Terra Nullius»                  | Джулиан Джаррольд | Питер Морган                      | 15 ноября 2020 |
| Республиканец Боб Хоук становится премьер-министром Австралии накануне предстоящего королевского визита Чарльза и Дианы. Он надеется, что высокие расходы на организацию этого турне станут переломным моментом, и общественность выступит в поддержку республиканской формы правления в Австралии. К возмущению королевы Диана настаивает на том, чтобы взять с собой сына-младенца, принца Уильяма. Чарльз и Диана обсуждают сложности их брака; Диана жалуется на его постоянный интерес к Камилле; они соглашаются собраться с силами, и после слабого старта визит оборачивается грандиозным успехом: посмотреть на юную принцессу приходят огромные толпы людей. Отношения Чарльза и Дианы временно улучшаются. Королева пересматривает видеозаписи своего собственного турне по Австралии с Филиппом в 1954 году и беспокоится, что новый королевский визит окажется более успешным. На официальном приеме Хоук рассказывает Чарльзу, что Диана спасла монархию в Австралии. Чарльз и Диана снова ссорятся, и у неё вновь обостряется пищевое расстройство. Вернувшись в Великобританию, они поселяются в отдельных домах. Диана встречается с королевой и рассказывает об их несчастливом браке, но Елизавета не проявляет сочувствия, и после того, как Диана обнимает её, спешно уходит. |            |                                                   |                   |                                   |                |
| 37 | 7          | «Принцип наследования» «The Hereditary Principle» | Джессика Хоббс    | Питер Морган                      | 15 ноября 2020 |
| Принц Эдвард становится совершеннолетним. Маргарет узнаёт, что в этой связи ей придётся сложить публичные полномочия, после чего она впадает в депрессию. Маргарет уезжает за границу, чтобы реабилитироваться после удаления части левого легкого, а после возвращения в Лондон по совету Чарльза начинает ходить к психотерапевту. После того, как терапевт случайно упоминает двоюродных сестёр Маргарет по материнской линии — Нериссу и Кэтрин Боуз-Лайон, выясняется, что они всё ещё живы и вместе с тремя другими кузенами и кузинами находятся в психиатрической клинике. Она конфликтует с королевой-матерью, которая утверждает, что у семьи не было выбора, так как информация об умственно неполноценных родственниках поставило бы под вопрос чистоту родословной. Маргарет признаётся психотерапевту в том, что боится сойти с ума, но та заверяет, что этого не произойдет. Маргарет смиряется со своей ролью, но втайне грустит. |            |                                                   |                   |                                   |                |
| 38 | 8          | «48:1» «48:1»                                     | Джулиан Джаррольд | Питер Морган                      | 15 ноября 2020 |
| Тэтчер и королева конфликтуют по поводу введения санкций против режима апартеида в Южной Африке. Королева считает, что санкции необходимы для борьбы с расовой сегрегацией и единения стран Содружества, в то время как Тэтчер считает, что они нанесут несоразмерный ущерб британской внешней торговле и потенциально уничтожат и без того ослабленную экономику ЮАР. После ряда корректировок, в том числе изменения слова «санкции» на «посылы», Тэтчер подписывает соглашение об оказании давления на Южную Африку, но затем на пресс-конференции саботирует соглашение. В Великобритании газета The Sunday Times публикует статью о том, что королева в ужасе от равнодушия премьер-министра. Когда во время аудиенции Тэтчер задает прямой вопрос по поводу этой публикации, королева настаивает на своей аполитичной позиции, но при этом велит своему пресс-секретарю хранить молчание о вражде двух самых влиятельных женщин страны. Когда разногласия ставят королеву всё в более неловкое положение, принимается решение сделать козлом отпущения пресс-секретаря Майкла Ши и тем самым отвлечь внимание от королевы. |            |                                                   |                   |                                   |                |
| 39 | 9          | «Лавина» «Avalanche»                              | Джессика Хоббс    | Питер Морган                      | 15 ноября 2020 |
| На гала-вечере, организованном Королевским оперным театром в честь дня рождения Чарльза, Диана удивляет публику, исполняя на сцене танцевальный номер под песню «Uptown Girl»; овации публики раздражают Чарльза. Они оба уезжают кататься на лыжах в Швейцарию, но возвращаются после схода лавины, в которой погиб их друг Хью Линдси. Когда Елизавета узнает, что и Чарльз, и Диана изменяют друг другу, то вместе с Филиппом пытается заставить пару помириться. На встрече Диана обещает хранить верность, в то время как Чарльзу не дают возможности выступить. Анна позже заявляет Чарльзу, что он не должен заблуждаться по поводу своего романа, а Камилла говорит ему, что они должны быть реалистами в отношениях. Поскольку Чарльз продолжает игнорировать Диану, она возобновляет роман с Джеймсом Хьюиттом. |            |                                                   |                   |                                   |                |
| 40 | 10         | «Война» «War»                                     | Джессика Хоббс    | Питер Морган                      | 15 ноября 2020 |
| Тэтчер обнаруживает, что её лидерство оказалось под угрозой после того, как вице-премьер Великобритании Джеффри Хау заявляет в парламенте о своей отставке. Тэтчер просит Елизавету распустить парламент, но королева не собирается ничего предпринимать. Тэтчер уходит в отставку с поста премьер-министра и получает от Елизавету редкую награду — Орден Заслуг. Чарльз, узнав, что Диана всё ещё встречается с Джеймсом Хьюиттом, планирует добиваться развода, в то время как Диана, несмотря на сомнения в её способности выдержать сольную поездку, путешествует в Нью-Йорк на «Конкорде» и очаровывает публику. Наблюдая за популярностью Дианы по телевизору, Камилла говорит Чарльзу, что она не хочет подвергнуться публичному порицанию, если общественности станет известно об их романе. Чарльз вымещает свой гнев на Диане после её возвращения в Лондон. Когда семья собирается на Рождество, Чарльз конфликтует с Елизаветой, которая ругает его за незрелость и неблагодарность, после чего запрещает думать о разводе. Филипп дает Диане понять, что она не единственная, кто страдает, советует ей сосредоточиться на служении Елизавете и предостерегает её от расторжения брака.                                                                                              |            |                                                   |                   |                                   |                |

### Сезон 5 (2022)
| № общий | № в сезоне | Название                                              | Режиссёр            | Автор сценария | Дата премьеры |
| ------- | ---------- | ----------------------------------------------------- | ------------------- | -------------- | ------------- |
| 41      | 1          | «Синдром королевы Виктории» «Queen Victoria Syndrome» | Джессика Хоббс      | Питер Морган   | 9 ноября 2022 |
| 42      | 2          | «Cистема» «The System»                                | Джессика Хоббс      | Питер Морган   | 9 ноября 2022 |
| 43      | 3          | «Момо» «Mou Mou»                                      | Алекс Габасси       | Питер Морган   | 9 ноября 2022 |
| 44      | 4          | «Ужасный год» «Annus Horribilis»                      | Мэй эль-Тухи        | Питер Морган   | 9 ноября 2022 |
| 45      | 5          | «Путь вперёд» «The Way Ahead»                         | Мэй эль-Тухи        | Питер Морган   | 9 ноября 2022 |
| 46      | 6          | «Дом Ипатьева» «Ipatiev House»                        | Кристиан Швохов     | Питер Морган   | 9 ноября 2022 |
| 47      | 7          | «Неопределённость» «No Woman's Land»                  | Эрик Рихтер Страндт | Питер Морган   | 9 ноября 2022 |
| 48      | 8          | «Порох» «Gunpowder»                                   | Эрик Рихтер Страндт | Питер Морган   | 9 ноября 2022 |
| 49      | 9          | «Пара № 31» «Couple 31»                               | Кристиан Швохов     | Питер Морган   | 9 ноября 2022 |
| 50      | 10         | «Списанные» «Decommissioned»                          | Алекс Габасси       | Питер Морган   | 9 ноября 2022 |